# Улица Братьев Зубалашвили (Тбилиси)
Улица Братьев Зубалашвили (груз. ძმები ზუბალაშვილების ქუჩა) — улица Тбилиси, в районе Мтацминда, от улицы 9 апреля идёт параллельно Проспекту Руставели и заканчивается тупиком, не доходя улицы Вано Сараджишвили.

## История
Современное название в честь известных тифлисских промышленников и меценатов Зубалашвили. Прежнее название — Старо-Арсенальная

## Достопримечательности

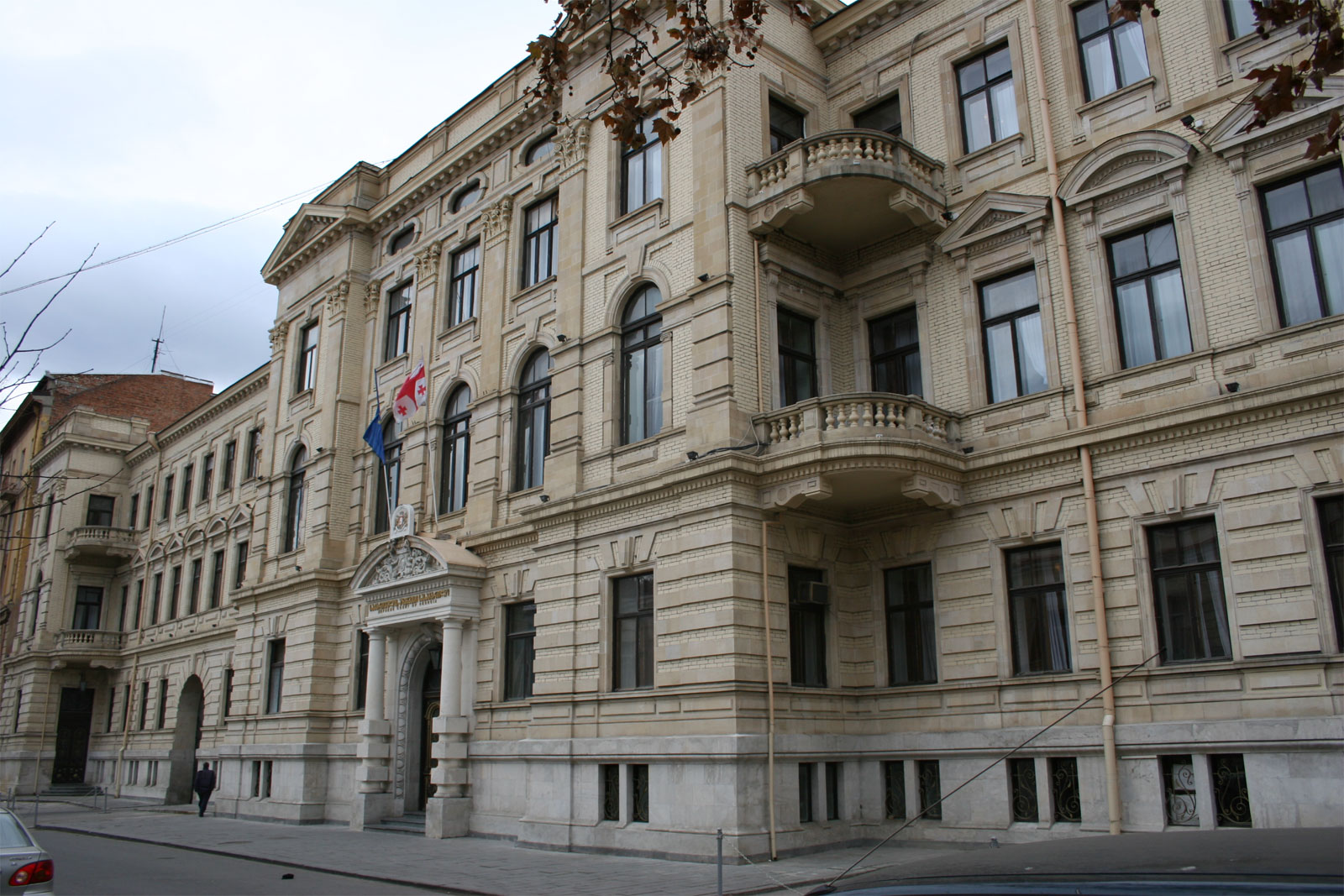
Верховный суд

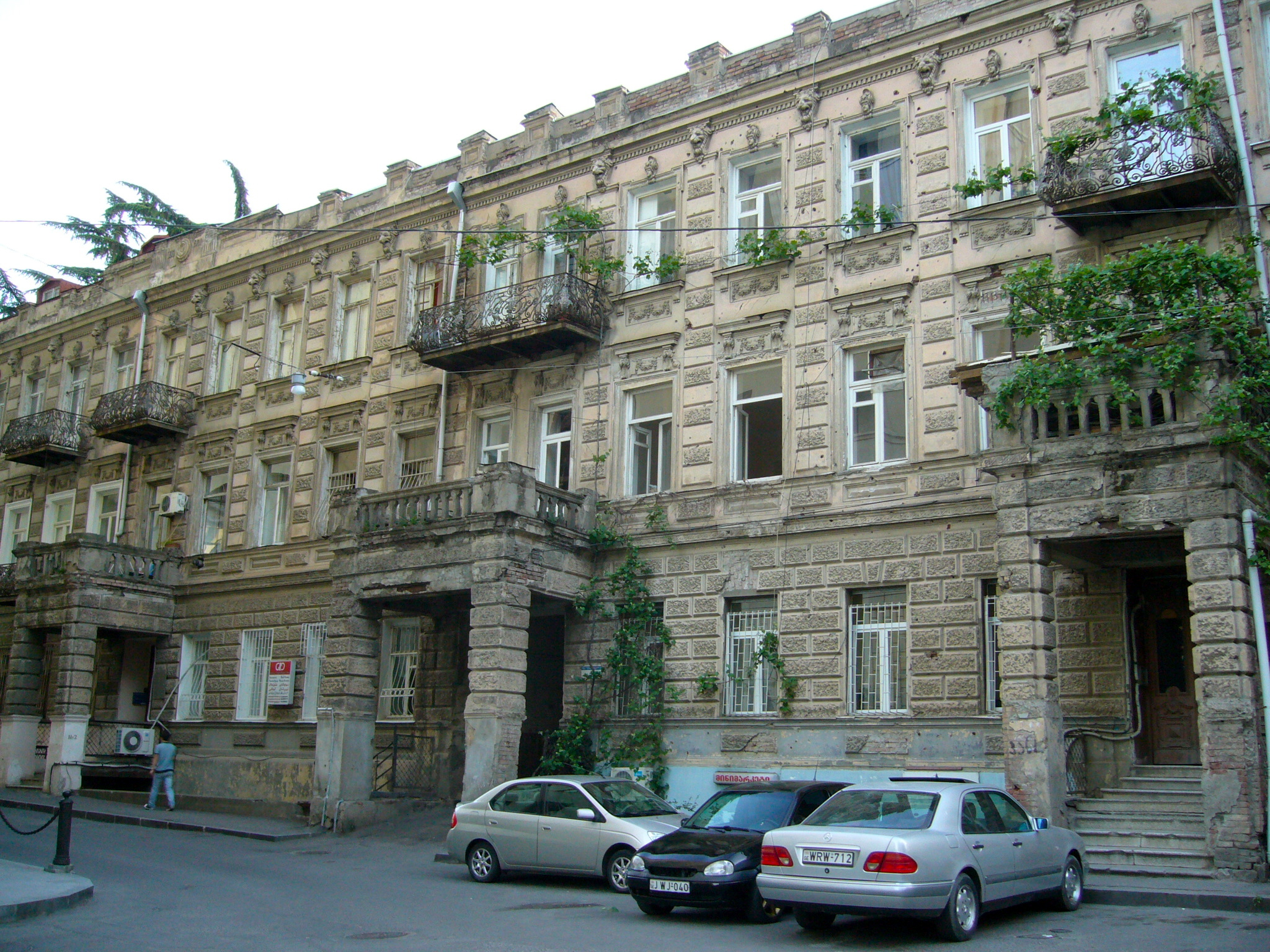
Дом, где жил Шмерлинг в Тбилиси

д. 2 — Оскар Шмерлинг (мемориальная доска)
д. 32 — Верховный суд Грузии (1894, архитектор А. Шимкевич)
д. 48 — бывший «Дом для неимущих» (1906, архитектор М. Оганджанов)

## Известные жители
- Гиви Сванидзе (мемориальная доска)[6]

- Артур Лейст[7]

- Шмерлинг, Оскар Иванович

## Фильмография
По сюжету фильма «Свадьба» (1964) в доме на этой улице (современный адрес — д. 2) живёт главная героиня фильма